# Alenush Terian
Ālenush Teriān (en arménien Ալենուշ Տէրեան ; en perse آلینوش طریان ou آلینوش تریان), née le 9 novembre 1920 à Téhéran (Iran) et morte dans la même ville le 4 mars 2011, est une astronome et physicienne iranienne d'origine arménienne.
Elle est considérée comme « la mère de l'astronomie iranienne moderne ».

## Formation
Elle est diplômée de l'université de Téhéran en 1947 en physique. Puis, en 1949, elle quitte l'Iran pour poursuivre des études en physique atmosphérique à Paris, où elle obtient un doctorat en 1956. Elle retourne alors à Téhéran pour enseigner l'astrophysique, alors que seule l'astronomie y était enseignée jusqu'alors.
En 1959, elle part étudier la physique solaire en Allemagne. Trois ans plus tard, elle devient la première femme à enseigner la physique en Iran.
Elle a pris sa retraite en 1979. Elle a fait don de ses livres à la Bibliothèque Nationale d'Iran.
Elle a été inhumée à Téhéran.